# Стожки
Стожки — український козацький рід, який бере свій початок від кролевецьго та батуринського сотника Федора Даниловича Стожка (нар. бл. 1662 — помер 9 травня 1732 року), який найбільше відомий своїм переходом на бік Петра І під час облоги Батурина в 1708 році.
Федір Данилович мав двох синів від першого шлюбу — Климентія та Карпа — та чотирьох дочок (одна від першого і три від другого шлюбу). Перший із його синів у 1729 році призначався наказним сотником у Кролевецьку сотню і всерйоз претендував на посаду батуринського сотника після смерті батька. Проте досягти цієї посади зміг лише його син Дмитро Климентійович Стожок, котрий найдовше з усіх батуринських сотників обіймав цю посаду (з 1750 по 1773 роки).
Другий син Федора Даниловича — Карпо, зрештою осів у Кролевці. Його нащадки у другій половині XVIII століття претендували на дворянство, проте зрештою указом Сенату 1803 року були повернуті в козацтво.
Але згодом, не пізніше 1825 року, російський Сенат все ж надав Стожкам дворянство на підставі видатних досягнень свого прадіда на військовій службі Російської імперії.

## Опис герба
На червоному полі серце, пронизане списом і перекинутими стрілою і мечем в зірку. Нашоломник увінчує три страусячих пір'їни.
Герб занесений до Списку дворянських родів Чернігівської губернії, Родовідної книги Чернігівського дворянства та Малоросійського гербовника.